# Martin Dobrotka
Martin Dobrotka (* 22. ledna 1985, Bratislava, Československo) je slovenský fotbalový obránce, od ledna 2018 hráč klubu Stal Mielec. Na kontě má jeden start za slovenský národní tým. Univerzální fotbalista, trenér Miroslav Beránek ho v sezoně 2014/15 ve Slavii Praha posunul na post defenzivního záložníka. Mimo Slovensko působil na klubové úrovni v Česku, od ledna 2018 je v Polsku.
Vystudoval politologii na filozofické fakultě v Trnavě.

## Klubová kariéra
Svou fotbalovou kariéru začal ve Slovanu Bratislava, kde se v roce 2003 propracoval do prvního mužstva. Před sezonou 2003/04 přestoupil do Dynama České Budějovice, které se pro něj stalo prvním zahraničním angažmá. Po skončení ročníku 2005/06, který strávil na hostování v Rimavské Sobotě, se po třech letech vrátil do Slovanu Bratislava, kde prožil úspěšná léta.
V červenci 2012 se stal hráčem Slavie Praha. 16. března 2013 vstřelil premiérový gól za Slavii Praha (i celkově v Gambrinus lize) proti Liberci, když otevíral skóre na průběžných 1:0 pro Slavii. Utkání nakonec skončilo vítězstvím pražského týmu 3:1. Se Slavií se rozhodl neprodloužit smlouvu a v zimě 2014 podstoupil testy u skotského týmu Ross County FC. Ten mu nabídl smlouvu, Dobrotka ale nakonec podepsal kontrakt do léta 2017 se Slovanem Bratislava. Ve Slovanu se stal kapitánem týmu. V jarní části sezóny 2014/15 odehrál 4 ligové zápasy. V sezóně 2015/16 zasáhl do prvního předkola Evropské ligy 2015/16 proti gibraltarskému týmu Europa FC a do odvety druhého předkola proti irskému University College Dublin AFC, kde si obnovil zranění slabin. Kvůli zdravotním problémům se dohodl se Slovanem na rozvázání smlouvy.
V lednu 2016 posílil klub MFK Skalica. V červnu 2016 odešel do FC Baník Ostrava, který v sezóně 2015/16 spadl do druhé české ligy. V Baníku působil pouze velmi krátce, do začátku července 2017, poté se dohodl na rozvázání smlouvy.

V lednu 2017 podepsal 4měsíční smlouvu s druholigovým českým týmem FK Baník Sokolov. V červnu 2017 absolvoval neúspěšné testy v MFK Karviná, poté se mu ozval trenér FC ViOn Zlaté Moravce Juraj Jarábek, který jej trénoval ve slovenské reprezentaci do 19 let. S ViOnem podepsal smlouvu.
V lednu 2018 posílil jako volný hráč (zadarmo) polský druholigový klub Stal Mielec.

## Reprezentační kariéra
Nastupoval ve slovenské reprezentaci do 19 let, kde jej vedl trenér Juraj Jarábek.
V A-mužstvu Slovenska odehrál jediný zápas, 11. 2. 2009 na turnaji Cyprus International Tournament proti domácímu týmu Kypru (porážka 2:3).

## Ligová bilance
| Ročník                 | Zápasy | Góly | Klub                       |
| ---------------------- | ------ | ---- | -------------------------- |
| Gambrinus liga 2004/05 | 7      | 0    | SK Dynamo České Budějovice |
| Corgoň liga 2006/07    | 22     | 0    | ŠK Slovan Bratislava       |
| Corgoň liga 2007/08    | 27     | 2    | ŠK Slovan Bratislava       |
| Corgoň liga 2008/09    | -      | -    | ŠK Slovan Bratislava       |
| Corgoň liga 2009/10    | 29     | 5    | ŠK Slovan Bratislava       |
| Corgoň liga 2010/11    | 26     | 2    | ŠK Slovan Bratislava       |
| Corgoň liga 2011/12    | 11     | 0    | ŠK Slovan Bratislava       |
| Gambrinus liga 2012/13 | 9      | 1    | SK Slavia Praha            |
| Gambrinus liga 2013/14 | 12     | 0    | SK Slavia Praha            |
| Synot liga 2014/15     | 11     | 1    | SK Slavia Praha            |
| CELKEM                 | -      | -    |                            |